# 酚盐
酚盐是酚类有机物的羟基氢被金属离子取代得到的化合物，通式为ArOM（Ar为芳基）。

## 制备
酚盐可由酚和碱金属氢氧化物反应制得。
{\displaystyle \mathrm {ArOH\ +\ MOH\longrightarrow \ ArOM\ +\ H_{2}O} }
其它碱，如金属氢化物、烷基金属、三甲基硅基氨基化物也可用作酚类的脱质子试剂制备酚盐。
酸性较强的酚可以直接和金属化合物反应，生成相应的酚。例如苦味酸（2,4,6-三硝基苯酚）和碳酸铅或乙酸铅反应，可以得到苦味酸铅。

## 性质

M^{n+}和OAr^{−}形成配阴离子的结构示意图。（原子颜色：灰色 碳，红色 氧，深蓝色 金属）

碱金属酚盐可以作为亲核试剂和卤代烃发生威廉姆逊反应，例如：
{\displaystyle \mathrm {C_{6}H_{5}{-}ONa\ +\ CH_{3}{-}I\longrightarrow \ C_{6}H_{5}{-}O{-}CH_{3}\ +\ NaI} }
苯酚钠或苯酚钾在加热、加压下还能发生科尔贝－施密特反应，这一反应在工业上用于制备水杨酸：
过渡金属和芳氧基阴离子可以形成酚盐配合物，例如(Ph4P)2[Cu(OAr)4]中含有[Cu(OAr)4]2−离子。铁盐可以和酚发生显色反应，其颜色也来自形成的配合物。